# Sörsjön (Torps socken, Medelpad)
Sörsjön är en sjö i Ånge kommun i Medelpad och ingår i Ljungans huvudavrinningsområde. Sjön har en area på 0,116 kvadratkilometer och ligger 322,3 meter över havet. Sjön avvattnas av vattendraget Kassjöån.

## Delavrinningsområde
Sörsjön ingår i det delavrinningsområde (695211-151587) som SMHI kallar för Utloppet av Sörsjön. Medelhöjden är 359 meter över havet och ytan är 1,75 kvadratkilometer. Räknas de 8 avrinningsområdena uppströms in blir den ackumulerade arean 36,11 kvadratkilometer. Kassjöån som avvattnar avrinningsområdet har biflödesordning 3, vilket innebär att vattnet flödar genom totalt 3 vattendrag innan det når havet efter 111 kilometer. Avrinningsområdet består mestadels av skog (81 procent). Avrinningsområdet har 0,11 kvadratkilometer vattenytor vilket ger det en sjöprocent på 6,5 procent.